# A. Schaaffhausen’scher Bankverein
Der A. Schaaffhausen’sche Bankverein war eine Bank mit Sitz in Köln und die erste als Aktiengesellschaft bzw. überhaupt als juristische Person organisierte Privatbank in Deutschland.

## Geschichte
Vorgänger des A. Schaaffhausen’sche Bankvereins ist das 1791 gegründete Handelshaus Abraham Schaaffhausen, das neben Handels-, Speditions- und Immobiliengeschäften auch Bankgeschäfte betrieb. Inhaber war Abraham Schaaffhausen, der mit seiner Bank eine der ersten und wichtigsten Finanzquellen für die wachsende rheinisch-westfälische Schwerindustrie war. Diese Privatbank gehörte zu den ersten Geldinstituten, die den Aufbau der Montangesellschaften im Ruhrgebiet finanzierten. Zum eigentlichen Kern des Unternehmens wurde ab 1807 das Immobiliengeschäft, durch das später die Krise des Bankvereins ausgelöst werden sollte. Als Abraham Schaaffhausen 1815 davon erfuhr, dass das Rheinland durch den Wiener Kongress Preußen zugeschlagen wurde, soll er entsetzt ausgerufen haben: „Jesses Maria, do hierode mer äver en ärm Familich!“ („Ach jeh, da heiraten wir aber eine arme Familie“). Spätestens seit 1837 gehörte die Bank zu den wichtigsten Finanzierern der Industrie. Sie finanzierte zu dieser Zeit etwa 170 Fabriken, darunter Unternehmen wie Krupp, Hoesch, die Gutehoffnungshütte oder den Eschweiler Bergwerks-Verein. Die Bank war im Rahmen des Kölner Bankwesens neben Sal. Oppenheim und Herstatt maßgeblich beteiligt an der durch Fusion am 9. Juni 1837 zustande gekommenen Gründung der Rheinische Eisenbahngesellschaft AG. Auch die Investitionsfinanzierungen bei Eberhard Hoesch & Söhne zur Errichtung des Schienenwalzwerks in Düren-Lendersdorf 1836 stammen wohl vom Bankhaus Schaaffhausen. Zu den Gründungsbanken der Kölnischen Feuer-Versicherungsgesellschaft (später COLONIA Versicherung) gehörte am 16. Juli 1839 wiederum Schaaffhausen. Ebenso war sie in Infrastrukturprojekten engagiert, beispielsweise in die Finanzierung der Köln-Mindener Eisenbahn-Gesellschaft 1843.
Der Namensgeber Abraham Schaaffhausen erlebte die rasante Entwicklung seiner Bank nicht mehr. Sein Schwiegersohn Joseph Ludwig Mertens übernahm 1816 zunächst die Leitung und vier Jahre später die Mehrheitsbeteiligung. Ihm folgte Wilhelm Ludwig Deichmann, der 1818 als Lehrling begann und das Bankhaus über die großen Krise von 1848 bis 1857 führte. Deichmann war wie sein Vorgänger Mertens mit einer Tochter Schaaffhausens verheiratet. Mertens’ Frau war Sibylle Schaaffhausen und Deichmanns Frau war Elisabeth Schaaffhausen.

## Krise und Umwandlung
Im Rahmen der politischen und wirtschaftlichen Krise des Jahres 1848 sah sich die Bank im März 1848 mit einem schweren Liquiditätsengpass insbesondere als Folge von zu lebhafter Immobilienspekulation konfrontiert. Dadurch gerieten die Einlagen vieler Kunden in Gefahr, als am 29. März 1848 die Bank ihre Zahlungen einstellte. So war das Bankhaus Schaaffhausen auch Hausbank des Kölner Industriellen Johann Jakob Langen. Als einer der größten Gläubiger betrug sein Guthaben dort im März 1845 145.000 Taler. Mindestens 170 weitere größere Unternehmer des Rheinlands hatten damals ihre Gelder im Wesentlichen bei Schaaffhausen deponiert – eine Katastrophe für die regionale Wirtschaft. Die Familienchronik Langen überliefert, dass die Bank den Auftrag hatte, am 25. März 1848 die Summe von 20.000 Talern als Zollzahlung des Unternehmens „Langen & Söhne“ für importierten Rohrzucker weiterzuleiten. Im allerletzten Moment soll es Langen gelungen sein, hierfür einen Wechsel bei der Kgl. Bankfiliale diskontiert zu bekommen. Da die Bank gleichzeitig ein wichtiger Kreditgeber der rheinischen Industrie war, entschlossen sich Kölner Bankiers und Kaufleute zu einer Rettungsaktion, die von der preußischen Regierung unterstützt wurde. Ende April 1848 war die preußische Regierung unter gewissen Voraussetzungen bereit, die Privatbank durch Umgründung in eine Aktiengesellschaft zu retten. Mit Hilfe von Staatsgarantien, die auf Anraten des preußischen Finanzministers und späteren Gründers der Disconto-Gesellschaft, David Hansemann, gewährt wurden, kam es zur Rettung der Bank durch andere Bankiers unter Führung von Gustav Mevissen. Zu diesem Zweck genehmigte die preußische Regierung erstmals eine Bank in Form einer Aktiengesellschaft: die Aktiengesellschaft A. Schaaffhausen’schen Bankverein zu Köln. Im April 1848 bildete Mevissen zusammen mit Hansemann und Abraham Oppenheim ein „Krisenmanagement“. Der preußische Staat übernahm die Garantie für einen Teil der neuen 8 Millionen Taler Schaaffhausen-Aktien. Als am 28. August 1848 schließlich die AG gegründet wurde, übernahm Langen sofort das Mandat als Mitglied des Verwaltungsrats und hatte zwischen 1852 und 1857 den Vorsitz inne. Nach Umwandlung wurden die Immobilien aus dem Nachlass Abraham Schaaffhausens als Aktiva in die Bank eingebracht, wodurch der Bankverein auch Eigentümer des Lustschlösschens Morsbroich wurde. Diese Maßnahme trug zur Erhöhung ihres Eigenkapitals bei.

## Überwindung der Krise

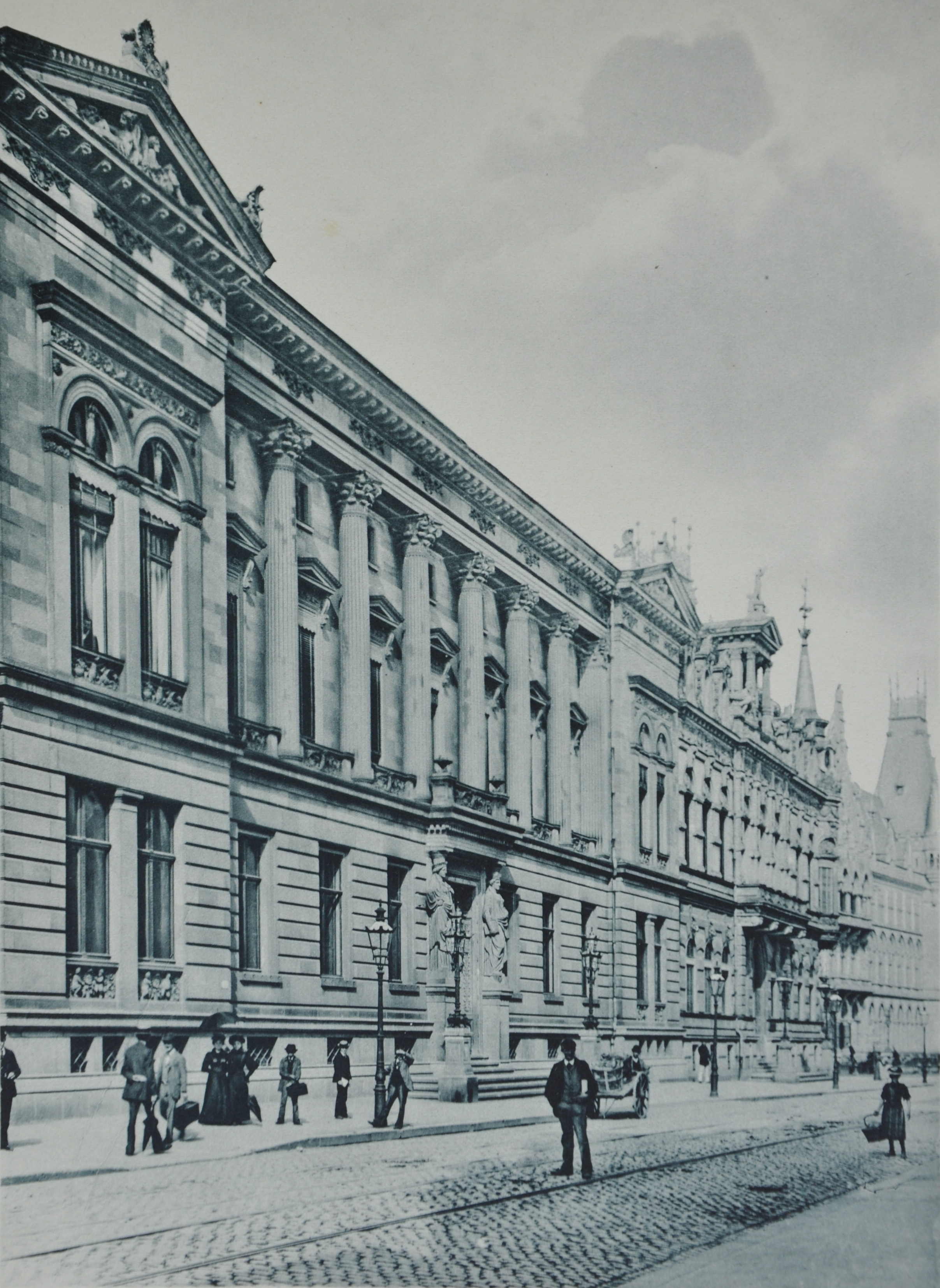
A. Schaaffhausen’scher Bankverein in Unter Sachsenhausen (1859)

Die Rettung der Bank konnte erfolgreich abgeschlossen werden. Zwischen 1848 und 1859 wurden jährlich im Durchschnitt 6,25 % Dividenden aus Gewinnen ausgeschüttet. Bereits 1852 konnte die Bank die Staatshilfen wieder vollständig zurückführen, sodass im selben Jahr die staatliche Kontrolle über den Bankverein nach Ablauf der Garantien endete.
Insbesondere ab 1852 half Schaaffhausen bei der Gründung zahlreicher Unternehmen oder deren Umwandlung in Aktiengesellschaften. Der Bankverein unterstützte am 16. September 1852 die Gründung der Phoenix AG für Bergbau und Hüttenbetrieb (Schaaffhausen behielt 70 % der Aktien), der Darmstädter Bank für Handel und Industrie (Umwandlung in AG; 1853), der Kölnische Baumwollspinnerei und Weberei AG (30. Januar 1853; erste Kölner Industrie-AG), 1854 bei der Umwandlung der Mayer & Kühne in eine AG (seither Bochumer Verein für Bergbau und Gußstahlfabrikation AG), bei Gründung der Kölnische Maschinenbau-Anstalt (1855), der Kölnische Lebensversicherung Concordia (1858) oder der Cölnische Transportversicherungsgesellschaft Agrippina (1858).

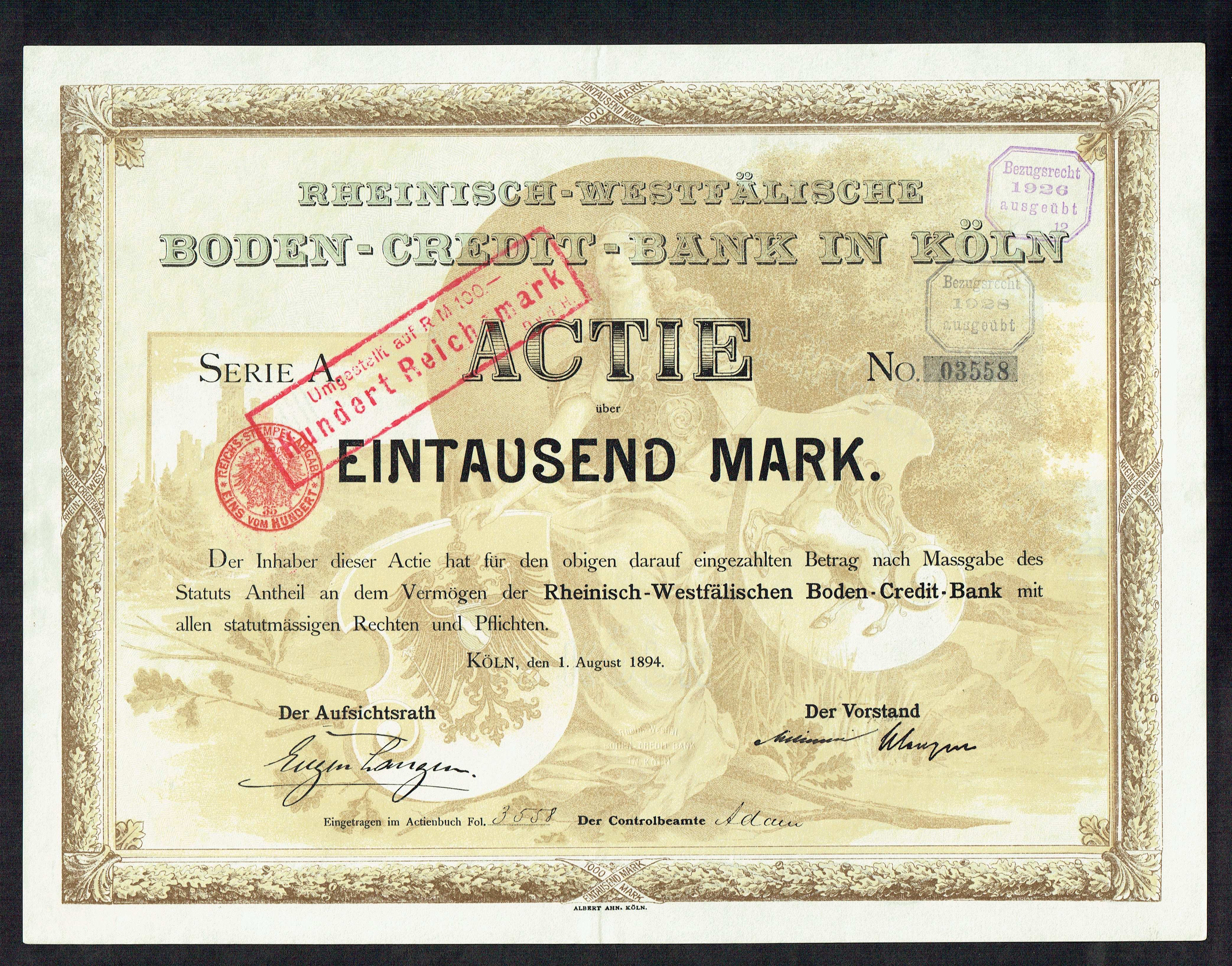
Aktie über 1000 Mark der Rheinisch-Westfälischen Boden-Credit-Bank vom 1. August 1894

Von 1859 bis 1862 erbaute der Architekt Hermann Otto Pflaume mit dem A. Schaaffhausen’sches Bankpalais ein repräsentatives säulengestütztes Bankgebäude für die Bank auf der heutigen Bankenmeile „Unter Sachsenhausen“ 4, auf der er noch weitere Prunkbauten errichtete. Bei seiner Eröffnung am 22. August 1863 konnte die Öffentlichkeit die palastartigen Grundzüge mit italienischer Renaissance ebenso bestaunen wie die Innentreppe aus schwarzem Marmor und den Ballsaal mit Stuckarbeiten, den riesigen Spiegel, vergoldete Möbel, Tapeten und Vorhänge aus gelber Seide. Am 8. November 1871 erteilte der niederländische König Wilhelm III. einem Konsortium, dem auch der Schaaffhausen’sche Bankverein angehörte, die Konzession zur Gründung der Amsterdamer Bank. 1891 gab der A. Schaaffhausen’sche Bankverein junge Aktien zur Erhöhung seines damaligen Kapitals von 36 auf 48 Millionen Mark aus, damit wurde dem rasanten Wachstum der Bank Rechnung getragen. Unter Führung des Bankvereins kam es 1894 zur Gründung der Rheinisch-Westfälische Boden-Credit-Bank durch Banken und Industrielle. Der Bankverein unterstützte schließlich auch die Gründung der Dülkener Baumwollspinnerei AG (Juni 1897). Auf der Generalversammlung der Deutsch-Atlantischen Telegraphengesellschaft am 30. Januar 1900 wurde der Bankverein als Konsortialführer für die Finanzierung der Überseekabelverlegungen in Richtung Westen (Südamerika) bestimmt.
Bis zur Jahrhundertwende war der A. Schaaffhausen’sche Bankverein zentral organisiert, außer in Köln und Berlin existierten keine Niederlassungen. Die Konkurrenz durch andere Regionalbanken im rheinisch-westfälischen Industriegebiet, vor allem der Essener Credit-Anstalt und der Bergisch-Märkischen Bank, veranlassten Schaaffhausen, ebenfalls ein Filialnetz aufzubauen. 1901 wurde eine erste Filiale in Essen errichtet, eine zweite Filiale folgte 1902 in Düsseldorf. 1904 übernahm der Bankverein die Westdeutsche Bank, vorm. Jonas Cahn in Bonn und damit auch deren Geschäftsstellen in Bonn, Duisburg, Krefeld, Neuss, Rheydt, Ruhrort und Viersen, die als Filialen weitergeführt wurden. Der Kölner Bankier Louis Hagen (Inhaber des Kölner Bankhauses A. Levy & Co.) leitete 1904 eine Interessengemeinschaft des Bankvereins mit der Dresdner Bank ein, 1909 mit der Disconto-Gesellschaft. 1910 eröffnete eine Filiale in Berlin, der 1911 eine Niederlassung in Neuwied folgte. Damit verfügte Schaaffhausen 1912 insgesamt über elf Zweigniederlassungen, die außer Berlin alle in der Rheinprovinz lagen.
Im Jahre 1906 kommt es zur Gründung der Deutsch-Südamerikanischen Bank, Berlin (später: Dresdner Bank Lateinamerika AG, Hamburg) sowie der Deutschen Orientbank, unter Führung der Dresdner Bank gemeinsam mit dem A. Schaaffhausen’schen Bankverein und der Nationalbank für Deutschland. 1913 war der Schaaffhausen’sche Bankverein die größte deutsche Regionalbank und verfügte über zahlreiche Industriebeteiligungen.
1914 wurde der Bankverein durch die Disconto-Gesellschaft übernommen, blieb aber als eigenständiges Kreditinstitut bis 1929 bestehen. Ab 1919 wurde Robert Pferdmenges Vorstandsvorsitzender. Erst im Rahmen der Fusion der Disconto-Gesellschaft mit der Deutschen Bank 1929 wurde der Bankverein auf die Disconto-Gesellschaft verschmolzen und gelangte so zum Deutsche-Bank-Konzern.

## Persönlichkeiten
Bekannte Bankiers der Privatbank (bis 1848) und der Aktiengesellschaft (ab 1848) waren:
- Joseph Ludwig „Louis“ Mertens, Teilhaber 1816 bis 1830
- Wilhelm Ludwig Deichmann, Teilhaber 1830 bis 1857
- Gustav Mevissen, Vorstand von 1848 bis 1857
- Karl Mathy, Direktor von 1854 bis 1855
- Carl Klönne, Vorstand von 1879 bis 1900
- Ernst Friedrich Wilhelm Koenigs, Direktor von 1871 bis 1896
- Hermann Fischer, Vorstand von 1912 bis 1919